# Wonoagung (Kasembon)
Wonoagung is een bestuurslaag in het regentschap Malang van de provincie Oost-Java, Indonesië. Wonoagung telt 4065 inwoners (volkstelling 2010).